# IC 5266
IC 5266 је спирална галаксија у сазвјежђу Тукан која се налази на листи објеката дубоког неба у Индекс каталогу.
Деклинација објекта је - 65° 7' 45" а ректасцензија 22h 58m 21,0s. Привидна величина (магнитуда) објекта IC 5266 износи 13,9 а фотографска магнитуда 14,7. IC 5266 је још познат и под ознакама ESO 109-29, IRAS 22552-6523, PGC 70142.